# Lucien Virlouvet
Lucien Louis Alphonse Virlouvet (* 26. Februar 1900 in Poissy; † 10. Januar 1966 in La Garenne-Colombes) war ein französischer Autorennfahrer.

## Karriere als Rennfahrer
Lucien Virlouvet war 1932 der Teampartner von Charles Druck beim 24-Stunden-Rennen von Le Mans. Das Duo fuhr einen Bugatti Type 40, der nach 98 gefahrenen Runden nach einem Unfall von Druck ausfiel.

## Statistik

### Le-Mans-Ergebnisse
| Jahr | Team          | Fahrzeug        | Teamkollege   | Platzierung | Ausfallgrund |
| ---- | ------------- | --------------- | ------------- | ----------- | ------------ |
| 1932 | Charles Druck | Bugatti Type 40 | Charles Druck | Ausfall     | Unfall       |